# 696
Раннє Середньовіччя. Триває чума Юстиніана. У Східній Римській імперії продовжувалося правління Леонтія. Більшу частину території Італії займає Лангобардське королівство, деякі області належать Візантії. Франкське королівство розділене між правителями з династії Меровінгів. Іберію займає Вестготське королівство. В Англії триває період гептархії. Авари та слов'яни утвердилися на Балканах. Центр Аварського каганату лежить у Паннонії. Існують слов'янські держави: Карантанія та Перше Болгарське царство.
Омеядський халіфат займає Аравійський півострів, Сирія, Палестина, Персія, Єгипет, частина Північної Африки. У Китаї править Друга династія Чжоу. Індія роздроблена. В Японії триває період Ямато. Хазарський каганат підпорядкував собі кочові народи на великій степовій території між Азовським морем та Аралом. Відновився Тюркський каганат.
На території лісостепової України в VII столітті виділяють пеньківську й празьку археологічні культури. У VII столітті продовжилося швидке розселення слов'ян. У Північному Причорномор'ї співіснують різні кочові племена, зокрема булгари, хозари, алани, авари, тюрки.

## Події
- В Омеядському халіфаті відбулися адміністративні реформи. Арабська мова була проголошена офіційною, Араби почали карбувати власні монети без зображень людей на них.
- На північних кордонах Китаю повстали кидані. Вони вчинили рейд на Хебей. Китайці звернулися за допомогю до тюрків.
- Єпископ Вормський Руперт почав христианіазацю баварів. Він заснував у зруйнованому римському місті Юванум монастир святого Петра, навколо якого виросло місто Зальцбург.